# CRAL Cirio 1959-1960
Questa voce raccoglie le informazioni riguardanti la Dopolavoro Cirio nelle competizioni ufficiali della stagione 1959-1960.

## Rosa
| N. |                   | Ruolo | Calciatore           |  |
| -- | ----------------- | ----- | -------------------- |  |
|    | Italia (bandiera) |       | Amicarelli           |  |
|    | Italia (bandiera) | A     | Giuseppe Busiello    |  |
|    | Italia (bandiera) | A     | Gianni Bui           |  |
|    | Italia (bandiera) | A     | Ercole Castaldo      |  |
|    | Italia (bandiera) | D     | Giuseppe Errichiello |  |
|    | Italia (bandiera) | P     | Carlo Gergolet       |  |
|    | Italia (bandiera) |       | Giannisi             |  |
|    | Italia (bandiera) | C     | Ludovico Giglio      |  |
|    | Italia (bandiera) | D     | Galliano Grolli      |  |
|    | Italia (bandiera) | D     | Carlo Luci           |  |

| N. |                   | Ruolo | Calciatore        |
| -- | ----------------- | ----- | ----------------- |
|    | Italia (bandiera) | C     | Leonida Maria     |
|    | Italia (bandiera) | A     | Antonio Mattioli  |
|    | Italia (bandiera) | D     | Alfredo Napoleoni |
|    | Italia (bandiera) | A     | Giuseppe Rampazzo |
|    | Italia (bandiera) | C     | Giorgio Rigoldi   |
|    | Italia (bandiera) | C     | Rosario Rivellino |
|    | Italia (bandiera) | A     | Adriano Rossi     |
|    | Italia (bandiera) | C     | Renato Sadar      |
|    | Italia (bandiera) | C     | Carlo Valla       |
|    | Italia (bandiera) |       | Varrutto          |